# Tim Russ
Timothy Darrell „Tim“ Russ (* 22. června 1956 Washington, D.C.) je americký herec, režisér, scenárista a hudebník.
Jako syn důstojníka amerického letectva strávil část dětství na vojenských leteckých základnách v USA a v Turecku. Před kamerou debutoval v roce 1985 rolí v jedné epizodě seriálu Hunter. Na přelomu 80. a 90. let hrál menší role v mnoha filmech, např. Křižovatky (1986), Spaceballs (1987), Bird (1988), Pan Sobota večer (1992), a seriálech, např. Murphy Brown, Family Matters či Fresh Prince. Jeho působení v 90. letech je spojeno především se sci-fi příběhy Star Treku. Již v roce 1987 se ucházel o roli Geordiho La Forge v seriálu Star Trek: Nová generace, kterou však dostal LeVar Burton. Roku 1993 si v epizodě „Moje loď“ tohoto seriálu zahrál postavu Devora, tentýž rok Klingona T'Kar (epizoda „Neplánovaná operace“ seriálu Star Trek: Stanice Deep Space Nine) a o rok později ve snímku Star Trek: Generace poručíka na lodi USS Enterprise-B. V letech 1995–2001 hrál vulkánského poručíka (a později nadporučíka) Tuvoka v seriálu Star Trek: Vesmírná loď Voyager, jehož jednu epizodu také režíroval. Jako Tuvok se objevil také v epizodě „V říši za zrcadlem“ (1995) seriálu Stanice Deep Space Nine. V prvním desetiletí 21. století hostoval např. v seriálech Pohotovost, General Hospital, Hannah Montana, iCarly, Samantha Who?, Námořní vyšetřovací služba nebo Kriminálka Miami. Působí též jako hudebník, má vlastní skupinu.